# Кассета Ричи
Кассета Ричи — устройство для астрофотографии, позволяющее:
- производить гидирование с использованием основной оптики телескопа,
- подстраивать фокус телескопа (меняющийся из-за температурных деформаций конструкции) непосредственно в процессе экспонирования фотопластинки,
- временно прерывать экспонирование в случае ухудшения состояния атмосферы и возобновлять его после восстановления благоприятных условий.

Всё это вместе позволило проводить фотографирование с экстремально длинными экспозициями и получить уникальное качество снимков — именно таким способом на фотографиях галактик впервые удалось получить изображения отдельных звёзд, составляющих эти галактики.

## Устройство
Кассета Ричи крепится на двух перпендикулярных салазках, по которым вся конструкция передвигается с помощью микрометренных гидировочных винтов. За пределами фотопластинки имеется окуляр, через который производится внеосевое гидирование. Через этот же окуляр оценивается состояние атмосферы и фокусировка телескопа.
Экспонируемая фотопластинка может быть сдвинута из области экспонирования в экранированное от света место. Поскольку обе руки обычно заняты гидировочными винтами, затвор (спусковой механизм) сдвигающего устройства контролируется зубами наблюдателя.
Сдвигающее фотопластинку в сторону устройство точно на её место устанавливает нож Фуко, который можно использовать для фокусировки телескопа. После настройки фокуса затвор вновь активируется наблюдателем, нож Фуко убирается в сторону, а фотопластинка возвращается точно на своё место, позволяя продолжить прерванное экспонирование.
Фотопластинка может убираться не только с целью подстройки фокуса, но и просто с целью прервать экспонирование на время неблагоприятных атмосферных условий — высокой турбулентности атмосферы, тумана, осадков и т. п. — либо на дневное время с тем, чтобы продолжить экспонирование следующей ночью.
На телескопах с альт-азимутальной монтировкой для гидирования может использоваться два окуляра (с целью компенсации вращения поля).